# Râul Românești, Valea Neagră
Râul Românești este un curs de apă, afluent al râului Valea Neagră. 